# Mary Kenneth Keller
Mary Kenneth Keller BVM (ur. 17 grudnia 1913, Cleveland  – zm. 10 stycznia 1985, Dubuque) – amerykańska zakonnica, pedagog i innowatorka w dziedzinie informatyki. 7 czerwca 1965 siostra Keller odebrała wraz z Irvingiem Tangiem pierwsze amerykańskie doktoraty w tej dziedzinie, zdobywając je na Uniwersytecie Waszyngtońskim.
Keller ukończyła studia na Uniwersytecie Wisconsin–Madison, broniąc pracę doktorską pt. Inductive Inference on Computer Generated Patterns.

## Życie
Urodzona w Ohio 17 grudnia 1913, Keller wstąpiła do zakonu Sióstr Miłosierdzia Najświętszej Maryi Panny w 1932 roku i złożyła śluby zakonne  w 1940 roku. Następnie uzyskała tytuł licencjata z matematyki (1943) i tytuł magistra w dziedzinie matematyki i fizyki (1953) na Uniwersytecie DePaul.
W 1958 roku zaczęła pracować w warsztacie National Science Foundation w naukowym centrum komputerowym na Dartmouth College, wówczas uczelni tylko dla mężczyzn. Brała udział w pracach nad językiem programowania BASIC.
Keller dostrzegała potencjał komputerów w rozszerzaniu dostępu do informacji i promowania edukacji. W 1965 roku, po uzyskaniu stopnia doktora, siostra Keller założyła wydział informatyki w Clarke College w stanie Iowa, którym kierowała przez dwadzieścia lat. Obecnie na Clarke College działa centrum Keller Computer Center and Information Services, które jest nazwane na jej cześć i które zapewnia komputerowe i telekomunikacyjne wsparcie dla studentów, wykładowców i pracowników tej uczelni. Uczelnia ufundowała również na jej cześć program stypendialny z informatyki (Mary Kenneth Keller Computer Science Scholarship).
Siostra Mary Kenneth Keller była zwolenniczką angażowania kobiet w informatykę i pomogła w założeniu Stowarzyszenia Użytkowników Małych Komputerów w Edukacji (Association of Small Computer Users in Education – ASCUE). Jest autorką czterech książek na ten temat.
Siostra Mary Kenneth Keller zmarła 10 stycznia 1985 w wieku 71 lat.